# Saint-Lizier-du-Planté
Saint-Lizier-du-Planté település Franciaországban, Gers megyében. Lakosainak száma 148 fő (2022. január 1.). Saint-Lizier-du-Planté Frontignan-Savès, Goudex, Mauvezin, Garravet, Laymont, Montégut-Savès, Montpezat és Puylausic községekkel határos.

## Népesség
A település népessége az elmúlt években az alábbi módon változott:
| Lakosok száma | 152  | 112  | 120  | 117  | 130  | 137  | 138  | 143  | 146  | 148  |
|               | 1968 | 1982 | 1990 | 2006 | 2013 | 2015 | 2017 | 2019 | 2020 | 2022 |